# Liste der Talsperren und Stauseen der Republik Zypern
Die Republik Zypern verfügt über insgesamt 108 Talsperren und Stauseen mit einer Speicherkapazität von etwa 330.000.000 m³. Dämme sind in der Republik Zypern die wichtigste Bezugsquelle von Wasser sowohl für die Vieh- als auch für die Landwirtschaft. Darüber hinaus spielen für die zypriotische Wasserwirtschaft Entsalzungsanlagen eine wichtige Rolle.
Liste der größten Talsperren und Stauseen in der Republik Zypern in absteigender Reihenfolge der Wasserkapazität:
|    | Name          | Bezirk    | Typ                      | Erbaut | Kapazität (m3) | Koordinaten              |
| -- | ------------- | --------- | ------------------------ | ------ | -------------- | ------------------------ |
| 1  | Kouris        | Limassol  | Erdschüttdamm            | 1988   | 115.000.000    | 34,72759° N, 32,91794° O |
| 2  | Asprokremmos  | Paphos    | Erdschüttdamm            | 1982   | 52.375.000     | 34,7258° N, 32,5548° O   |
| 3  | Evretou       | Paphos    | Steinschüttdamm          | 1986   | 24.000.000     | 34,97575° N, 32,47268° O |
| 4  | Kannaviou     | Paphos    | Erd- und Steinschüttdamm | 2005   | 18.000.000     | 34,92755° N, 32,58787° O |
| 5  | Kalavasos     | Larnaka   | Steinschüttdamm          | 1985   | 17.100.000     | 34,80233° N, 33,26096° O |
| 6  | Lefkara       | Larnaka   | Erd- und Steinschüttdamm | 1973   | 13.850.000     | 34,89453° N, 33,29546° O |
| 7  | Dipotamos     | Larnaka   | Steinschüttdamm          | 1985   | 15.500.000     | 34,85162° N, 33,3593° O  |
| 8  | Germasogia    | Limassol  | Erdschüttdamm            | 1968   | 13.500.000     | 34,74396° N, 33,08453° O |
| 9  | Achna         | Famagusta | Erdschüttdamm            | 1987   | 6.800.000      | 35,05534° N, 33,81407° O |
| 10 | Kouklia       | Famagusta | Erdschüttdamm            | 1900   | 4.545.000      | 35,12093° N, 33,76202° O |
| 11 | Arminou       | Paphos    | Erd- und Steinschüttdamm | 1998   | 4.300.000      | 34,87511° N, 32,7374° O  |
| 12 | Polemidia     | Limassol  | Erdschüttdamm            | 1965   | 3.400.000      | 34,71873° N, 32,98884° O |
| 13 | Tamasos       | Nikosia   | Erd- und Steinschüttdamm | 2002   | 2.800.000      | 35,01664° N, 33,24802° O |
| 14 | Mavrokolympos | Paphos    | Erdschüttdamm            | 1966   | 2.180.000      | 34,85616° N, 32,40577° O |